# Кривецька
Криве́цька (рос. Кривецкая) — присілок у складі Даровського району Кіровської області, Росія. Входить до складу Лузянського сільського поселення.
Населення становить 212 осіб (2010, 287 у 2002).
Національний склад станом на 2002 рік — росіяни 98 %.